# Driemanspolder (wijk)
Driemanspolder is een wijk (nummer 13) in de plaats Zoetermeer, genoemd naar de voormalige polder en waterschap Driemanspolder.
De wijk wordt aan de ene kant afgeschermd door lange galerijflats van 11 etages hoog, aan de andere kant grenst de snelweg A12 aan de wijk. Op de grens met wijk 12 Dorp liggen de sneltramhalte Delftsewallen en de sneltramhalte Dorp aan de voormalige Zoetermeer Stadslijn. Aan de kant van de A12 ligt sneltramhalte Driemanspolder. Deze halte is met een loopbrug, de Nelson Mandelabrug genaamd, verbonden aan het treinstation Zoetermeer.

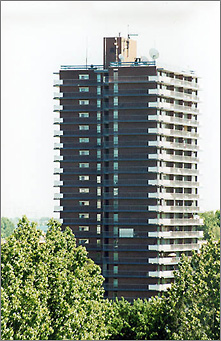
De Blankaard in Driemanspolder

In de wijk is veel hoogbouw aanwezig, centraal ligt een klein winkelcentrum, de Vijverhoek.